# Уилям Болдуин
Уилям Болдуин (на английски: William Baldwin) е американски актьор.

## Биография
Уилям Болдуин е роден на 21 февруари 1963 г. в Масапекуа, Ню Йорк. Син е на Карол Нюкомб (родена Мартино) и Александър Рей Болдуин-младши. Баща му е учител по история, социални науки и треньор по футбол. Той е брат на актьорите Алек Болдуин, Даниъл и Стивън, понякога известни заедно като братята Болдуин, и на сестрите Бет и Джейн, всички заедно известни като семейство Болдуин. Болдуин е отгледан в католическо семейство и има ирландски и френски произход. Завършва гимназия „Алфред Г. Бърнър“ и политически науки в университета „Бингхамтън“, където се занимава с борба.

### Личен живот
През 1995 г. Болдуин се жени за певицата Чина Филипс от музикалната група „Уилсън Филипс“ и дъщеря на музиканта Джон Филипс от втората му съпруга Мишел. Заедно те имат три деца, дъщери Джеймсън (р. 2000 г.) и Брук (р. 2004 г.) и син Ванс (р. 2001 г.).
Болдуин разделя времето си между имение в Санта Барбара, Калифорния, и друго в Бедфорд Корнърс, Ню Йорк, което е на 30 минути от имението на брат му Стивън в Найк, Ню Йорк.

## Избрана филмография
| Година | Филм                                         | Оригинално заглавие                  | Роля          | Режисьор                  |
| ------ | -------------------------------------------- | ------------------------------------ | ------------- | ------------------------- |
| 1989   | Роден на четвърти юли                        | Born on the Fourth of July           |               | Оливър Стоун              |
| 1990   | Линия на смъртта                             | Flatliners                           |               | Джоел Шумахер             |
| 1990   | Вътрешни афери                               | Internal Affairs                     |               | Майк Фигис                |
| 1991   | Обратна тяга                                 | Backdraft                            | Браян         | Рон Хауърд                |
| 1993   | Сливър                                       | Sliver                               | Зеке Хоукинс  | Филип Нойс                |
| 1995   | Честна игра                                  | Fair Game                            |               | Андрю Сайпс               |
| 1998   | Раздвоен образ                               | Shattered Image                      | Браян         | Раул Руис                 |
| 1999   | Вирус                                        | Virus                                | Стив Бейкър   | Джон Бруно                |
| 2010   | Лигата на справедливостта: Криза на две Земи | Justice League: Crisis on Two Earths | Батман        | Сам Лиу, Лорън Монтгомъри |
| 2019   | Добре дошли в Акапулко                       | Welcome to Acapulco                  | Дрейк         | Гилермо Иван              |
| 2022   | Дакота                                       | Dakota                               | Монти Сандърс | Кърк Харис                |